# Association populaire catholique suisse
L'Association populaire catholique suisse (APCS), en allemand : Schweizerischer Katholischer Volksverein (SKVV), en italien : Unione popolare cattolica svizzera est une organisation catholique créée le 23 novembre 1904, à la suite de la réunification de plusieurs associations, fédérations catholiques.

## Histoire
L'Association populaire catholique suisse (APCS) est née de la volonté des catholiques de moderniser les différents courants (catholiques) du pays, et qui réunit le 23 novembre 1904 l'Association catholique suisse (successeur de l'association Pie IX, fondé en 1857), la Fédération des cercles ouvriers et des sociétés d'hommes catholiques de la Suisse allemande et la Fédération des cercles et sociétés catholiques de la Suisse romande (1888). 
Divisée en sections locales et cantonales, l'APCS joue le rôle de lien avec les catholiques des cantons protestants, organise des manifestations et des journées catholiques ouverte uniquement pour les hommes, ce qui amène en 1912 à la création de la Ligue suisse de femmes catholiques (LSFC), afin d'atteindre toute la population catholique. La même année, elle noue des liens étroits avec les organisations chrétiennes-sociales, et coupe ceux qu'elle avait établis avec la Fédération ouvrière suisse.
L'église catholique reste distante à l'égard de l'APCS et de ces organisations et manifestations jusque dans les années 1930, après la naissance de l'Action catholique (créée par Pie XI en 1922) et ses réformes. L'APCS et le Parti conservateur populaire, fondé en 1912, aujourd'hui Parti démocrate-chrétien (PDC), deviennent les deux piliers du catholicisme politique et social entre 1920 et 1950.

## Présidents
- Eugène Deschenaux (*1874-1940)